# Nicolaas Bidloo
Nicolaas Bidloo (Russisch: Николай Бидлоо)  (Amsterdam, ca. 1674 - Sint-Petersburg, 23 maart 1735) was een Nederlands medicus die als lijfarts van de Russische tsaar Peter de Grote diende. Bidloo was de directeur van het eerste ziekenhuis in Rusland en de eerste artsenopleiding van het land. Hij wordt gezien als een van de grondleggers van de Russische geneeskunde.

## Jonge jaren
Bidloo was een telg van een doopsgezinde familie van artsen en wetenschappers. Zijn vader Lambert Bidloo (1638–1724) was een apotheker, historicus en dichter en schreef onder andere een botanische verhandeling. Zijn oom Govert Bidloo diende als lijfarts van koning-stadhouder Willem III van Oranje.
Bidloo studeerde medicijnen aan de Universiteit Leiden, waar zijn oom Govert hoogleraar was. In januari 1697 verkreeg hij een doctoraat in geneeskunde. Hij trouwde in 1701 in Amsterdam met Clasina Claes.

## Lijfarts van Peter de Grote
Bidloo tekende in 1702 een contract met de Russische ambassadeur om voor een periode van zes jaar als lijfarts van de Peter de Grote te dienen. Hiervoor bedong hij een salaris van 2500 gulden per jaar, een enorm hoog salaris voor een geneesheer in die tijd. In juni 1703 kwamen Bidloo en zijn gezin aan in Rusland.
Als lijfarts van Peter de Grote vergezelde Bidloo de tsaar tijdens zijn reizen. Bidloo had echter weinig om handen omdat de tsaar in prima gezondheid verkeerde. Bidloo verveelde zich en vroeg toestemming om weer terug te keren naar Nederland. Als deel van zijn pogingen om Rusland te moderniseren, gaf Peter de Grote in 1707 echter bevel tot de vestiging van het eerste ziekenhuis van het land, en benoemde Bidloo als directeur van het hospitaal. De tsaar gaf Bidloo een stuk land aan de Jauza-rivier, in de Duitse wijk van Moskou. Hier mocht Bidloo het (militaire) ziekenhuis en een woning voor zichzelf en zijn gezin neerzetten. Als deel van het ziekenhuis vestigde Bidloo de eerste artsenopleiding van Rusland, waar hij les gaf in anatomie en chirurgie aan 50 studenten. Het hospitaal bevatte Ruslands eerste anatomisch theater. Peter de Grote was hier regelmatig aanwezig bij ontledingen. In 1710 publiceerde Bidloo het eerste Russische lesboek op het gebied van geneeskunde, een 1306 pagina's tellende chirurgiehandleiding getiteld Instructio de chirurgia in theatro anatomico studiosis proposita a.d. 1710, januarii die 3.
Het ziekenhuis brandde af in 1721 maar werd herbouwd; het heropende in 1727. Bidloo werd opgevolgd als ziekenhuisdirecteur door Dr. Antonius Theyls, ook van Nederlandse afkomst.

## De tuinen van Bidloo
Bidloo liet uitgebreide tuinen rond het ziekenhuis aanleggen, met vijvers, standbeelden, een triomfboog en een botanische tuin gebaseerd op de Hortus Botanicus in Leiden. De tsaar bezocht de tuinen regelmatig, zelfs als Bidloo niet thuis was. Bidloo gaf ook Peter de Grote advies op het gebied van tuinbouw, tuinen en fonteinen. In 1730 liet Bidloo een manuscript uitgeven over de tuinen, bedoeld als aandenken voor zijn kinderen. Dit manuscript bevatte 19 tekeningen die Bidloo van de tuinen had gemaakt. Het manuscript is nu in de collectie van de Universiteit van Leiden.